# إميلي كاري
إميلي كاري (بالإنجليزية: Emily Carey)‏ ممثلة بريطانية، ولدت في 30 أبريل 2003 في المملكة المتحدة.

## أعمال

### أفلام
- (1994) فورست غامب

House of the dragon

## وصلات خارجية
- إميلي كاري على موقع IMDb (الإنجليزية)
- إميلي كاري على موقع قاعدة بيانات الفيلم (الإنجليزية)